# Santa Cruz das Flores
Santa Cruz das Flores là một huyện thuộc Vùng tự trị Açores, Bồ Đào Nha. Huyện này có diện tích 71 km², dân số thời điểm năm 2001 là 2493 người.